# Playa de Canido
La playa de Canido (también conocida como arenal de O Canto da Area) está situada en la parroquia de San Miguel de Oya, en el municipio gallego de Vigo. Es una de las playas de Vigo que cuenta con Bandera Azul.

## Características
La playa urbana de Canido, con frente a paseo marítimo con zona arbolada. Comparte sus abrigadas aguas con el puerto pesquero del barrio, siendo más apropiadas para el baño la zona este del arenal. Cuenta con 270 metros de longitud por 40 metros de ancho, conservando parte de su zona arenosa en las pleamares.

## Lugares de interés
Cerca de la playa de Canido se encuentran los siguientes lugares:
- La Villa Romana de Toralla, lugar arqueológico musealizado que se encuentra al comienzo del barrio de Canido, en la punta de Toralla (finca de Mirambell).
- La isla de Toralla que comunica con Canido a través de un puente, en donde se encontraba parte del castro de Toralla.

## Servicios
A mediados del siglo XX se construyó el paseo marítimo, que limitó el largo de la playa, hoy en día formado por medias lunas que entran en el arenal, con bancos y plátanos para dar sombra, dos rampas de piedra en los extremos y unas escaleras en el centro para dar acceso a la playa. El arenal cuenta además con un pequeño aparcamiento, teléfonos, dos duchas y una fuente.
Es destacable indicar que en las inmediaciones de la playa se encuentran situados un camping y diversos locales de restauración, como taperías, restaurantes de pescado y marisco y tabernas, muy populares entre los vigueses.

## Accesos
Acceso rodado muy fácil. Paseo marítimo de Canido con zonas de aparcamiento. Rampas de piedra en los extremos y escaleras en el centro. Autobús urbano de Vitrasa líneas L10 y L11.